# 魔人與失落的王國
《魔人與失落的王國》是2011年1月20日由遊戲共和國製作，南夢宮萬代於家用主機Xbox 360和PlayStation 3上發售的動作冒險遊戲。

## 外部連結
- 《魔人與失落的王國》官方網站 （页面存档备份，存于）